# Ранчо де Мигел Соса, Крусеро де Перикос (Росаморада)
Ранчо де Мигел Соса, Крусеро де Перикос (шп. Rancho de Miguel Sosa, Crucero de Pericos) насеље је у Мексику у савезној држави Најарит у општини Росаморада. Насеље се налази на надморској висини од 10 м.

## Становништво
Према подацима из 2005. године у насељу је живело 5 становника.

### Хронологија
| Година       | 2005 |
| ------------ | ---- |
| Становништво | 5    |

### Попис
| # | Индикатор                        | Вредност |
| - | -------------------------------- | -------- |
| 1 | Укупно појединачних домаћинстава | 1        |